# Astrid Kofler
Astrid Kofler (* 1. Mai 1965 in Bozen) ist eine Südtiroler Journalistin, Filmemacherin und Schriftstellerin.

## Leben
Kofler absolvierte das Humanistische Gymnasium „Walther von der Vogelweide“ in Bozen. Ihr Studium der Germanistik und der Theaterwissenschaften an der Universität Wien schloss sie mit einer 1989 eingereichten Diplomarbeit über den Tristan des Gottfried von Straßburg ab. Nach einer Ausbildung an der Burda-Journalistenschule und journalistischen Praktika in Berlin, München, London und Bozen legte sie die staatliche Journalistenprüfung in Rom ab. Seit 1992 arbeitet sie als Journalistin und Autorin, seit 1998 freischaffend vor allem als Filmemacherin. Sie hat eine Clown-Ausbildung und ist Mitbegründerin des Forumtheaters Krah.
Als Filmemacherin hat Kofler mit zahlreichen Dokumentationsfilmen für den Sender Bozen der Rundfunkanstalt Radiotelevisione Italiana und für den ORF die Auseinandersetzung mit Themen der Südtiroler Zeit- und Sozialgeschichte angeregt. Ein Schwerpunkt ist dabei die Rolle der Frau (Frauen im Faschismus, in den Südtiroler Bombenjahren, im Krieg, Musliminnen in Südtirol, die letzten Knechte und Mägde). Sie arbeitet regelmäßig mit Kameramann und Produzent Günther Neumair an einem Sozialmagazin ("Beziehungsweise. einfach. ethisch. leben", vormals Dialog) und Helmut Lechthaler am Theatermagazin „Spielzeit“ (dem ehemaligen „Theatergugger“, jetzt Teil von "Kulturkompass") und lange an der Sendereihe „Charakterköpfe“ zusammen (unter anderem Porträts über Hans Glauber, Sandro Canestrini, Egon Kühebacher, Herbert Rosendorfer, Cuno Tarfusser, Valentin Braitenberg, Hanspeter Demetz, Egmont Jenny, Raffael Kostner, Gerhard Kofler). Mehrere Filme von Astrid Kofler wurden beim Bolzano Film Festival / Bozner Film-Tage und beim Internationalen Bergfilmfestival Tegernsee gezeigt.
Zusammen mit Hans Karl Peterlini war sie 1998 Südtiroler Teilnehmerin an der Ausstellung „Sehnsucht Heimat“ im Salzlager Hall in Hall in Tirol. 1996 hatte sie sie ihre Berufslaufbahn für einen fünfmonatigen Aufenthalt in einer Missionsstation in Südafrika unterbrochen.
2003 thematisierte sie den Unmut gegen den Irakkrieg mit der Ausstellung „Pace/Frieden/Pesc“ an der Freien Universität Bozen in Bozen (in Zusammenarbeit mit dem Münchner Fotografen Reinhard Frick). 2003 erschien ihr erstes Buch „Zersprengtes Leben“ über die Frauen in den Südtiroler Bombenjahren. 2007 nahm sie mit der Kunstaktion „Haiku(h)s“ an der Performance der Künstlergruppe Freistaat Burgstein am Rande der Biennale von Venedig teil. Auf der Landesausstellung „Labyrinth::Freiheit“ auf der Festung Franzensfeste im Jahr 2009 war sie mit mehreren Projekten vertreten.
2010 erschien ihr erster Roman Lebenskörner, der zwischen 1927 und 2007 spielt und „die Schicksale von Südtiroler Grenzdörflern, die in gott- bzw. naturergebenem Vertrauen den Härten des Lebens und der diktatorischen wie demokratischen Politik trotzen“ schildere. Über das „vortreffliche Romandebüt“ hieß es, ihm sei zu verdanken, dass „sowohl die nationalistischen als auch die bäuerlichen Narrative Teil belletristischer Erinnerungskultur“ blieben. Im Juli 2015 arbeitete die Autorin während eines Stipendienaufenthalts in Paliano an einem Folgeroman, „der fiktiv ist und auch wieder nicht, da er sich an Zeitdokumente lehnt, die ich im Zuge meines journalistischen Broterwerbs hatte auffinden dürfen.“
Astrid Kofler ist Mitarbeiterin beim Projekt FemBio. Frauen. Biographieforschung.
Forumtheater- und Clownausbildung. Jahrelang als Clown in Altersheimen v. a. mit Alzheimer-Patienten. Seit 2019 Ehrenamtliche der Caritas-Hospizbewegung und Sterbebegleitung. Mitglied des Südtiroler Künstlerbundes. Vorstandsmitglied der SAAV, Südtiroler Autorinnen und Autorenvereinigung. Mutter von drei erwachsenen Kindern.

## Auszeichnungen
- 1989: 2. Preis (weitere Preise nicht vergeben) im Prosawettbewerb des Kreises Südtiroler Autoren im Südtiroler Künstlerbund
- 2004: mit Günther Neumair (Kamera) Auszeichnung beim Bergfilmfestival in Trient für den Dokumentarfilm Bauern der Berge. Auf den Spuren der Erben der Einsamkeit[5]
- 2011: Walther-von-der-Vogelweide-Förderpreis für literarische und filmische Arbeiten
- 2015: Arbeits- und Aufenthaltsstipendium des Österreichischen Kulturforums in Paliano

## Bibliografie (Auswahl)
Literatur (Auszug)
- 2010: „Lebenskörner“. Roman. Innsbruck, Haymon
- 2017: „Das Fliegen der Schaukel“. Roman. Innsbruck, Haymon („Il volo dell'altalena“, 2019, Alphabeta)

Sachbücher (Auszug)
- 2003: „Zersprengtes Leben. Frauen in den Südtiroler Bombenjahren“ (Edition Raetia)
- 2010: „Bauernleben in Südtirol. Zwölf Porträts“ (Innsbruck: Haymon 2010, verfasst zusammen mit Hans Karl Peterlini)
- 2019: „Alles gut. Gespräche mit 90jährigen“ (Edition Raetia)
- 2021: „Alles wird gut. Gespräche mit 90jährigen“ (Edition Raetia)
- 2023: „Sterben. Des Lebens heller Schatten“ (Edition Raetia)
- 2024: „SehnSucht. Gespräche über Krisen, Konsum und Prävention“ (Edition Raetia), („In-dipendenze. Dialoghi su crisi, consumo e prevenzione“, Raetia 2025)

### Essays und Buchbeiträge
- Eine Begegnung im Sommer. In: Jörg Hofer. Malerei. Folio, Wien-Bozen 2004.
- Signora Eisenkeil. Hotelierin in Meran. In: Menschen Unternehmen. Athesia, Bozen 2003.
- Gegenwärtigkeit einer beinahe unendlichen Geschichte. Impressionen aus der Philosophisch-Theologischen Hochschule und dem Priesterseminar in Brixen. In: Hans Karl Peterlini: Universitas est. Essays zur Bildungsgeschichte in Tirol/Südtirol. University Press und Raetia, Bozen 2008.
- Erlebnis inbegriffen: Reisenotizen einer Erfolgstour. und Bernhard rennt: Mit Meilenstiefeln in die globale Welt. In: Schweitzer 01. Jubiläumsschrift der Schweitzer AG Naturns, 2008.
- Gelb wie Safran. In: Martin Kolozs (Hrsg.): Gertrud Spat. (Tiroler Identitäten). Kyrene, Innsbruck 2009, ISBN 978-3-900009-60-1.
- Maria Theresia von Mörl. und Die Geierwally. In: Frauen der Grenze / Donne di frontiera. 13 Frauenbiografien aus Nord- und Südtirol und dem Trentino. Studienverlag, Innsbruck 2009, sowie die Porträts Angela Nikoletti und Anna Ladurner Hofer für die biographische Datenbank fembio.org.
- Beinah ein Ort der Kontemplation.Gesprächsfragmente mit Anmerkungen, in: Rivedere Barth Wiedersehen, turrisbabeledition 2010
- Ich bin Berater, wenn Sie das so wollen in Hans Glauber. Utopie des Konkreten, hrsg. vom Ökoinstitut Bozen, 2011, Edition Raetia
- Hüter der Bescheidenheit. Überlegungen zum fünfzigjährigen Jubiläum des Erscheinens der ersten italienischen Auflage im Februar 1973, in Aldo Gorfer / Flavio Faganello: „Die Erben der Einsamkeit. Südtiroler Bergbauern-Leben am Abgrund“, 8. überarbeitete und erweiterte Auflage 2023, Athesia

### Fernsehdokumentationen (Auszug)
(Text, Interviews, Gestaltung, zumeist mit recmedia des Günther Neumair und audiovision des Helmut Lechthaler)
- Die Geierwally, ORF, 45 min, Kamera Günther Neumair (1998), Angela Nikoletti, Radiotelevisione Italiana (Rai), 45 min, Kamera Günther Neumair (2000), „Die Frauen der Helden. Lebensgeschichten aus den Südtiroler Bombenjahren“ (2001), „Im Schleier des Fremdseins. Musliminnen in Südtirol“ (2001), „Wolfgang Pfaundler. Der letzte Tiroler“ (2002 über Wolfgang Pfaundler), „Bauern der Berge. Auf den Spuren der Erben der Einsamkeit“ (2002), „Für ein paar Schuh und wenig mehr. Die letzten Mägde und Knechte“ (2004), „Tod in Pfunders. Der Fall Raimondo Falqui und die Pfunderer Buben“ (2005), „Vergessen kann man es nicht. Südtiroler Frauen erzählen über den Krieg“ (2006), „Norbert Konrad Kaser. Ein Porträt“ (2007), „Die Bozner Lauben. Ein Blick hinter die Fassaden“ (2009), Freiheitsflügel/ali della libertà/ares dla liberté, Labyrinth::Freiheit, 10 min, Kamera Helmuth Lechthaler (2009), Vor dem Danach/prima del poi. Interviews in der Palliativstation, Labyrinth::Freiheit, 10 min, Kamera Günther Neumair (2009), Spuren der Seele – Traccie dell’anima. Behinderte spielen ein Stück über den Holocaust. Labyrinth::Freiheit, 30 min, Kamera/Produktion Helmut Lechthaler (2009) „Ivo Barnabo` Micheli. Una Reise“ (2012); „Gesichter mit Geschichten. 9 Porträts aus Südtirol“ (2012, zehn Folgen bis 2024); „Marmor. Hommage an einen Naturstein“ (2013), „Wächter der Wanderer. Hüttenwirtinnen und -wirte in Südtirol“ (2013), „Uneheliche Kinder und ledige Mütter“ (2013), „Adolf Pöll. Missionar in Kenia“(2013), „Aber komisch ist es uns schon vorgekommen. Vom Brauch der Aussegnung nach der Geburt.“ (2014), „Markus Dietl. Heimat in Indien, Heimat im Selbst“ (2015); „König Laurin und der Rosengarten“ (2016), „50 Jahre Flimmerkasten“ (2016), „Die Kraft der Neugierde. Karin Welponer“ (2016), „Nostalgie am Bach. Die letzten Mühlen“ (2017), „Eine Welt in der Welt. Steyler Missionsschwestern in Papua Neuguinea“ (2017), „Die Schildhöfe im Passeier“ (2017), „Die Karrner. Wandervolk aus dem Vinschgau“ (2017), „Mit lieben Grüßen. Die faszinierende Welt der Postkarten“ (2018), „Da schafft ein anderer und net wir. Die Schwestern Luisa und Moidl Witt vom Sonnenberg“ (2018), „Ayurveda. Das Wissen vom Leben“ (2018), „Eine Welt wie früher.Die Ledigen vom Lichtenberger Berg“ (2018), „Die Goaß. Nutztier und Freigeist“ (2018), „Die Letzten ihrer Art. Seltene Nutztierrassen in Südtirol“ (2019), „Der Waltherplatz“ (2019), „Der Waldfriedhof von Bruneck“, „Zeit der Stille“ (2020), „Eigensinnig. Frauen des Aufbruchs“ (2021), „Heu. Gespeicherte Sonne“ (2021), „Generation Z. Jugend im Aufbruch“ (2022); „Pflersch. Eine Talpartie mit Haken“ (2022) „Aussteigen – Einsteigen. Auf der Suche nach Mehr“ (2022), „Gerhard Kofler. Poeta“ (2022), „Neue Südtiroler. Stimmen einer Landschaft im Wandel“ (2023), „Schamanismus. Eine Reise in eine Anderswelt“ (2023), „Sterben. Der Weg zurück“ (2023), „Einsamkeit. Soziale Entbindung. Schleichende Krankheit“ (2024), „Familie heute. Vielfältig. Vereinsamt. Vernetzt“ (2024)
- (Fernsehdokumentationen zum Großteil für Rai Südtirol, vormals Sender Bozen, zumeist mit recmedia des Günther Neumair bzw. audiovision des Helmut Lechthaler)

### Audiobeiträge
- Felix Mitterer, Radiotelevisione Italiana, Hörfunk-Spezial, 60 min (2007)
- Option – opzioni: Die Geschichte der Optantenfamilie Tumler 1939, Labyrinth::Freiheit, 30 min (2009)